# 荘川村立黒谷小学校
荘川村立黒谷小学校 （しょうかわそんりつ くろだにしょうがっこう）は、かつて岐阜県大野郡荘川村（現・高山市）に存在した公立小学校。

## 概要
- 旧・大野郡荘川村の南部の小学校であり、黒谷、六厩、三尾河、寺河戸、惚則、一色であった。1989年、荘川小学校（旧）と統合し、荘川小学校の新設により廃校。
- 1947年から1961年までは黒谷中学校を併設し、あわせて黒谷小中学校とも称した。
- 建物は取り壊されており、跡地は荘川体育館となっている。

## 沿革
- 1874年（明治7年）5月 - 黒谷村に黒谷学校が開校。校区は六厩村、黒谷村、三尾河村、寺河戸村、惣則村、一色村。当初は浄念寺[注釈 3]を仮校舎としていた。
- 1876年（明治9年） - 新築移転。
- 1886年（明治19年） - 黒谷簡易科小学校に改称する。
- 1889年（明治22年） - 黒谷尋常小学校に改称する。
- 1901年（明治34年） - 新渕尋常小学校、中野尋常小学校、黒谷尋常小学校が統合され、荘川尋常小学校となる。本校は旧・新渕尋常小学校に置かれ、黒谷分教場、中野分教場、六厩分教場を設置。
- 1915年（大正4年） - 黒谷分教場が黒谷尋常小学校として独立。六厩分教場は黒谷尋常小学校に移り、黒谷尋常小学校六厩分教場となる。
- 1924年（大正13年） - 黒谷尋常高等小学校に改称する。
- 1941年（昭和16年）4月1日 - 荘川第二国民学校に改称する。
- 1947年（昭和22年）4月1日 - 荘川村立黒谷小学校に改称する。黒谷中学校を併設する。
- 1951年（昭和26年）10月8日 - 現在地に校舎を新築し、移転。
- 1961年（昭和36年）4月 - 黒谷中学校が廃校となり、黒谷小学校は単独校となる。
- 1976年（昭和51年） - 六厩分校を廃止。
- 1989年（平成元年）3月 - 荘川小学校〈旧〉と統合し、荘川小学校の新設により廃校。